# Овен Френкс
Овен Френкс (енгл. Owen Franks; 23. децембар 1987) професионални је рагбиста и репрезентативац Новог Зеланда који тренутно игра за најтрофејнији рагби јунион тим на свету — Крусејдерси.

## Биографија
Висок 185 цм, тежак 120 кг, Френкс је за Кантербери одиграо 18 утакмица у такмичењу ИТМ Куп, а за Крусејдерсе је до сада одиграо 107 утакмица и постигао 2 есеја у такмичењу Супер Рагби. За репрезентацију Новог Зеланда је до сада одиграо 74 тест меча.